# Harmonia conformis
Harmonia conformis är en skalbaggsart som först beskrevs av Jean Baptiste Boisduval 1835.  Harmonia conformis ingår i släktet Harmonia och familjen nyckelpigor. Inga underarter finns listade i Catalogue of Life.

## Bildgalleri

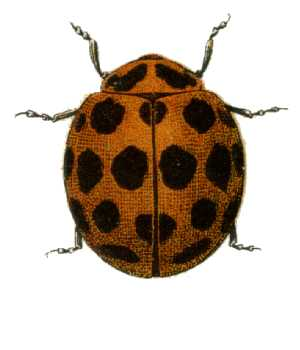
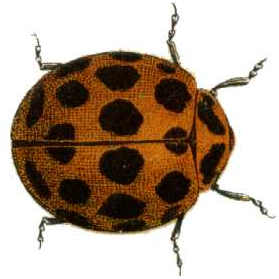
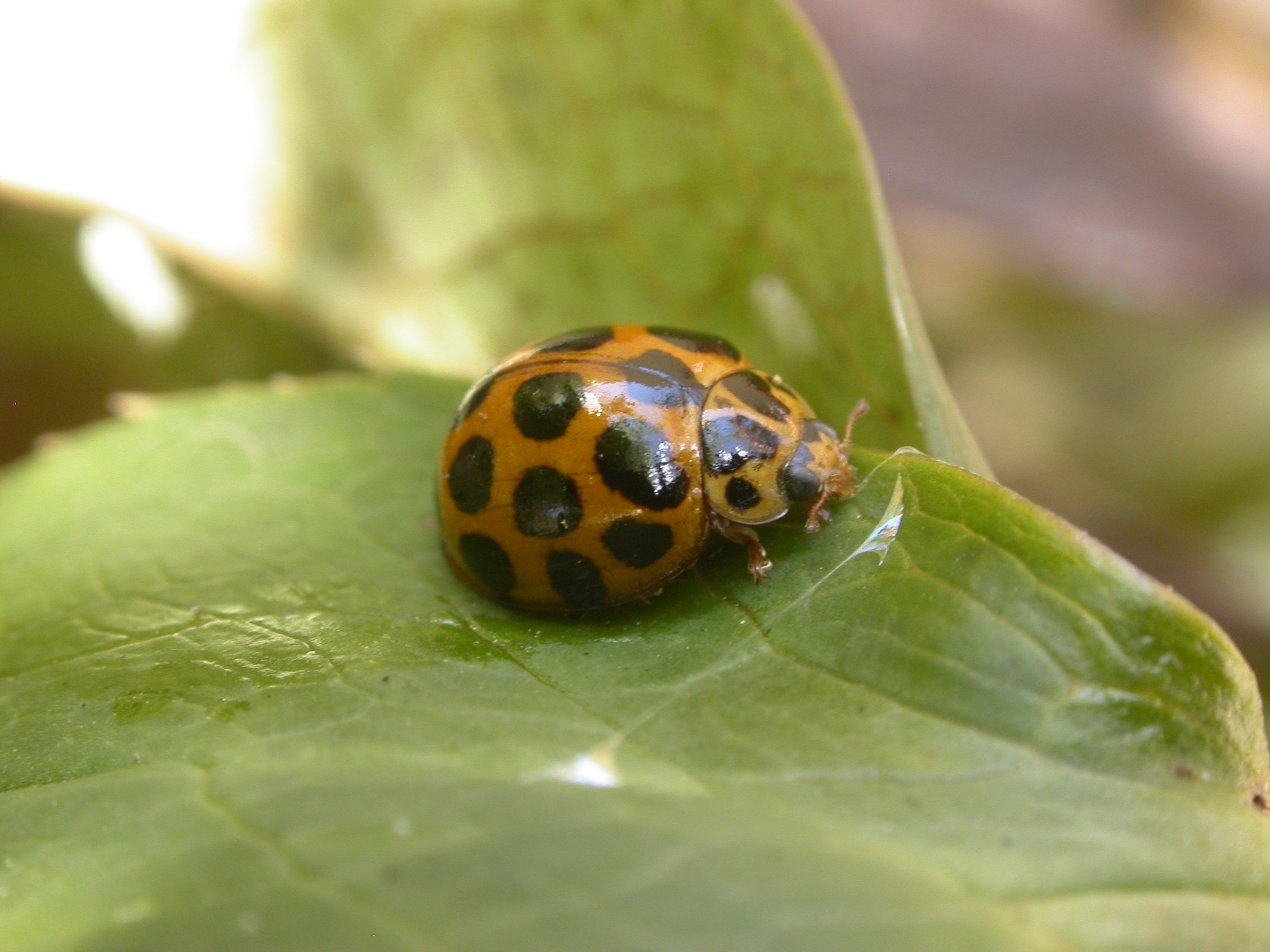